# Šaul
Šaul (hebrejski: שאול, Šā'ûl ili Sha'ul, 'onaj koga se traži / za koga se moli') bio je prema Bibliji prvi kralj drevnog ujedinjenog kraljevstva Izraela i Jude, koji je živio oko 1022. godine prije Krista. Do danas nije bilo moguće potvrditi njegovo postojanje, a točna odredba vremena njegova vladanja također je otežana.

## Biblijsko svjedočanstvo
Šaul, sin Kiša iz Gibee na području plemena sinova Benjaminovih, bio je oženjen Ahinoamom, kćeri Ahimaasovom, te su imali četiri sina: Jonatana, Abinadaba, Malki-Šuu i Išbaala, i dvije kćeri, Merabu i Mikalu (kasnije će postati Davidova žena). Njegovo vladanje obilježava prijelaz iz slobodnih udruga pojedinih Izraelovih plemena u čvrstu državu. 
Porazio je Amonce u borbi na otvorenom polju i tako oslobodio od njih opkoljen grad Jabeš u Gileadu. Čini se da je to područje pripadalo njegovom plemenu, jer su kasnije građani Jabeša pokopali njegovo tijelo i tijela njegovih sinova "pod tamarisom u Jabešu" (1 Sam 31,11-13). Nakon pobjede izabrao ga je narod za kralja na starom kultnom mjestu Gilgalu (1 Sam 11,15), i prema 1 Sam 10,1 pomazao ga je prorok Samuel. To je dovelo do filistejske reakcije, jer su oni u to vrijeme imali moćne gradove uz obalu i na plodnoj ravnici. Šaul ih unatoč mnogim borbama nikada nije svladao. Zato je sjedinio sjeverna plemena sa središtem u Efrajimu, istočni Gilead, a s vremena na vrijeme u to su jedinstvo pristupali veliki gradovi u dolini Jizreel, a tako i plemena Benjamina i Jude.
Šaul je boravio u rodnoj Gibei, gdje je počeo sa stvaranjem organizirane državne strukture, ali su je tek njegovi nasljednici uspjeli učvrstiti. Između ostalog, on je prikupio plaćenike koji su protjerivali vračeve i idolopoklonike. Na području religijskog kulta dolazilo je do nesporazuma između Šaula i proroka Samuela. Iako ga je Samuel pomazao za kralja, kasnije ga je po Božjoj volji odbacio. Njegov sin Jonatan, podržavao je svoga oca, a i borac David brzo je zadobio njegovu naklonost i postao njegov zet. Međutim, Šaul je prema Bibliji, sve više bio ljubomoran na Davida zbog njegovih uspjeha i pobjeda.
Često se osjećao ugroženim s jedne strane od Jonatana, a s druge strane od Davida. Prema 1 Sam 16-26, više je puta dolazio u izravni sukob s Davidom. Tako je i sam čak dva puta pao u Davidove ruke, ali on mu je ipak poštedio život. Nakon više borbi njegovi su neprijatelji Filistejci napokon porazili njega i svu izraelsku vojsku. Tamo se sam ubio kako ne bi živ pao u ruke Filistejcima. Oni su njega i njegova tri sina pribili na zid grada Bet Šeana. Naslijedio ga je njegov sin Išbaal, kojeg su ubili vlastiti vođe četa. Kad su donijeli njegovu glavu Davidu, on ih je dao ubiti (2 Sam 4).
Na kraju svoga života Šaul (usp. 1 Sam 28) nije mario za Boga jer je prije zadnje bitke tražio pomoć od vještice iz Endora. Ona mu je dozvala duh proroka Samuela koji mu je samo potvrdio da ga je Gospodin odbacio i da će umrijeti u predstojećoj bitci.

## Povijesna pozadina
Jačanje kraljevstva Šaula i njegovih sinova na sjeveru prijetilo je trgovačkim putovima Egipćana i domaćih naroda na priobalju, zbog toga su se Egipćani i Filistejci borili protiv njih. Svi gradovi koje je Šaul osvojio, kako pokazuju arheološki nalazi, uništeni su u 10. st. pr. Kr.
Kritičari misle da su epizode o Davidu i Šaulu napisane u vrijeme Davidova vladanja ili za vrijeme nastajanja deuteronomističkih spisa kako bi ugled kralja Davida bio što veći.
Jeruzalem je bio središte novog Kraljevstva. Biblija pokušava naglasiti Božji blagoslov nad Davidovim potezima, ali ipak mogu se naći tragovi sukoba između Sjevera (Izraela) koji je bio pod Šaulom i Južnog Kraljevstva (Juda) koje je pod Davidom.

## Glazbene obrade
Georg Friedrich Händel, Šaulova bogomolja